# مجزرة كاوري
مجزرة كاوري حدثت في 26 يناير 2014 في كاوري وهي قرية في منطقة الحكومة المحلية في كوندوغا، على بعد 37 كيلومترًا جنوب شرق مايدوغوري في ولاية بورنو شمال شرق نيجيريا. هاجم نحو 50 متمردا المدنيين بالقنابل والبنادق. أحرقوا المنازل وخطفوا النساء. تم تحديد عدد القتلى النهائي عند 85.
يعتقد أن المهاجمين ينتمون إلى جماعة بوكو حرام المسلحة. تشمل أنشطتهم في كوندوغا إطلاق نار جماعي في 2013، ومذبحة في فبراير 2014، ومعارك في 2014 و2015، بالإضافة إلى تفجيرات انتحارية في 2018 و2019.